# Mario Di Desidero
Mario Di Desidero (Lanciano, 27 novembre 1964) è uno scrittore e sceneggiatore italiano.

## Biografia
Si è laureato in Giurisprudenza all’Università Cattolica di Milano ed esercita la professione di avvocato. Vive tra Lanciano, Roma e Santo Stefano di Sessanio. Pubblica romanzi
 come autore indipendente e contribuisce alla scrittura di sceneggiature per film.

## Opere principali

### Prosa
- Uno che dove va non ritorna, 2013 Italic Pequod, 2018 edizione digitale indipendente. ISBN 9788827542750
- Con l’anima ai denti, 2017 edizione digitale indipendente, ISBN 9788827542699
- I fiori di Tel Aviv, 2022 edizione digitale indipendente, ISBN 9791220899321

### Sceneggiatura
- Senza Profilo (Ohne Profil) (Italia/Germania 2000)
- Tamburi e Dei (Tambores e Deuses) (Brasile/Germania 2001)
- Palestrina princeps musicae (Italia/Germania 2009)
- La rete di Santini (Italia/Germania 2013)
- Uno che dove va non ritorna (Poulson) (Italia/Germania 2015)